# Respiration
『Respiration』（リスピレイション）は、椎名へきるの2枚目のオリジナルアルバム。

## 解説
- タイトルの「Respiration」とは「呼吸」の意味
- 1stシングル「せつない笑顔」とリアレンジ音源とカップリングの「NEVER NEVER」を含む全10曲収録。
- 作曲に都志見隆、太田美知彦、大城光恵、楠瀬誠志郎、赤塩正樹（ex.H2O）、松本俊明が参加。
- 8曲目「何も出来なくて」では椎名が初めて作詞に挑戦している。

## 収録曲
| #         | タイトル                          | 作詞       | 作曲               | 編曲      | 時間  |
| --------- | --------------------------------- | ---------- | ------------------ | --------- | ----- |
| 1.        | 「空想メトロ」                    | 岡崎誉史   | 岡崎誉史           | 磯谷健    | 4:08  |
| 2.        | 「攻撃は最大の防御」              | 山田ひろし | 都志見隆           | 本田昌生  | 5:10  |
| 3.        | 「2センチのせつなさ」             | 渡辺智加   | 太田美知彦         | 大堀薫    | 4:24  |
| 4.        | 「せつない笑顔（Night Version）」 | 大城光恵   | 大城光恵           | 岩崎琢    | 5:26  |
| 5.        | 「Kissが足りない」                | 久和カノン | 楠瀬誠志郎         | 磯谷健    | 4:35  |
| 6.        | 「少女爆弾」                      | 山田ひろし | 太田美知彦         | 大堀薫    | 4:28  |
| 7.        | 「優しかった人」                  | 朝水彼方   | 塙一郎             | 本田昌生  | 4:51  |
| 8.        | 「何も出来なくて」                | 椎名へきる | 赤塩正樹（ex.H₂O） | 岩崎琢    | 4:28  |
| 9.        | 「NEVER NEVER」                   | 久和カノン | 松本俊明           | 大堀薫    | 4:40  |
| 10.       | 「T.R.Y!!」                       | 久和カノン | 工藤崇             | 岩崎琢    | 4:44  |
| 合計時間: | 合計時間:                         | 合計時間:  | 合計時間:          | 合計時間: | 46:54 |

## ミュージシャン
| 空想メトロ - E.Bass：宮本新二 - Guitars：本田清巳 - Other Instruments：磯谷健 攻撃は最大の防御 - E.Bass：宮本新二 - Guitars：本田清巳 - Other Instruments：本田昌生 2センチのせつなさ - Drums：江口信夫 - Guitars：朝日城児 - E.Bass＆Other Instruments：大堀薫 せつない笑顔（Night Version） - E.Bass：板垣誠 - Guitars：竹森久晃 - Keyboards：岩崎琢 - Synthesizer Operation：美島豊明 Kissが足りない - All Instruments：磯谷健 - Voice：椎名へきる・朝日城児 | 少女爆弾 - Drums：江口信夫 - Guitars：朝日城児 - E.Bass＆Other Instruments：大堀薫 優しかった人 - Drums：長谷部徹 - E.Bass：宮本新二 - Guitars：本田清巳 - Other Instruments：本田昌生 何も出来なくて - A.Piano：岩崎琢 - Synthesizer Operation：美島豊明 - 1st Violin：小池弘之・広岡香・鈴木義彦・桑田稔・浜野孝史・藤家泉子 - 2nd Violin：武藤伸二・秋山俊樹・今野均・柳川寛子 - Viola：遠山克彦・永野勇二・神田幸彦・栗原愛 - Cello：矢島富雄・寺井庸裕 NEVER NEVER - Drums：江口信夫 - Guitars:朝日城児 - Other Instruments：大堀薫 T.R.Y!! - Additional Products：岩崎琢 - Synthesizer Operation：美島豊明 |